# 능사 (사찰)
능사(陵寺)는 백제의 성왕의 명복을 빌기 위한 백제 왕실 사찰로 충청남도 부여군 부여읍 능산리에서 발굴된 유구의 규모와 동일하게 건물 사이 간격, 기둥과 기둥사이의 간격등을 1:1로 재현하였다. 능사는 발굴조사 걀과 중문, 탑, 금당, 강당이 일직선으로 배치된 백제시대 대표적인 가람양식으로 확인되었다. 또한 능사는 문화재 지정명칭은 '능산리사지'이나 백제 성왕의 원찰로서 왕릉의 인근에 위치하고 있어 능사로 칭하였다.

## 중문
중문의 명칭은 대통문으로 "뜻이 크게 통한다."는 의미로 법화경의 의미를 담았으며 사찰의 출입문으로써 이곳을 찾는 모든 사람의 뜻이 바라는 바와 같이 이루어질 수 있도록 하는 염원을 담았다.